# پارک ملی دریاچه کولسای
پارک ملی دریاچه کولسای (به قزاقی: Kolsay Lakes National Park) یک پارک ملی در قزاقستان است که در استان آلماتی واقع شده‌است.